# Пейзаж близ Фигераса
«Пейзаж близ Фигераса» — одна из ранних картин испанского художника Сальвадора Дали, написанная в 1910 году маслом на открытке размером 14 x 9 см. В настоящее время находится в частной коллекции Альберта Филда в Нью-Йорке.

## Информация о картине
«Пейзаж близ Фигераса» — одна из самых ранних сохранившихся работ художника, созданная им в возрасте 6 лет на почтовой открытке. Написана картина тонким слоем масляной краски, поэтому можно видеть проступающие по краям элементы оформления почтовой карточки.
На многих работах Сальвадора Дали, в ранний период его карьеры, сказалось влияние движения импрессионистов. Данная работа — один из ярких примеров, иллюстрирующих импрессионистический период творчества Дали. На протяжении последующих десяти лет художник будет использовать все более насыщенные и яркие цвета вплоть до 1920-х годов, когда начнет создавать свои кубистические и сюрреалистические полотна.